# Synagogue de Fribourg-en-Brisgau (1870-1938)

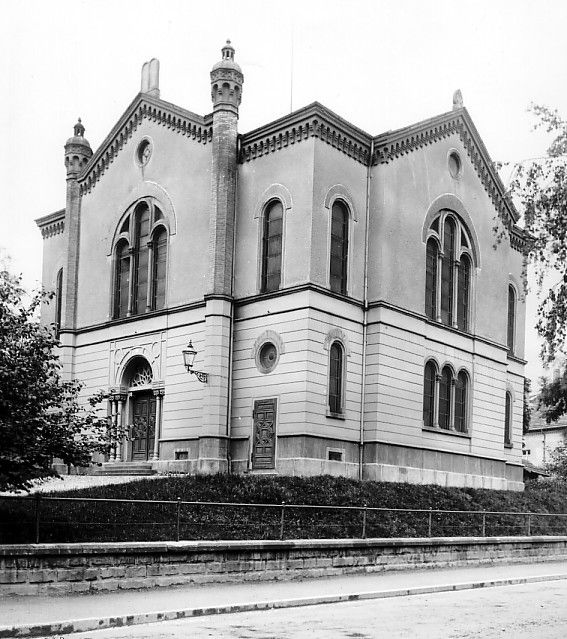
La synagogue de Fribourg-en-Brisgau (1870-1938)

La synagogue de Fribourg-en-Brisgau, inaugurée en 1870, a été détruite en 1938 lors de la nuit de Cristal comme la plupart des autres lieux de culte juif en Allemagne.
Fribourg-en-Brisgau est une ville allemande du Land de Bade-Wurtemberg et compte actuellement près de 219 000 habitants. De 1679 à 1697, la ville a été sous souveraineté française.

## Histoire de la communauté juive

### Avant l'avènement du nazisme
Certains documents attestent de la présence de Juifs à Fribourg-en-Brisgau depuis le Moyen Âge. Des Juifs sont emprisonnés en 1230 par le commandant de la ville, mais sont libérés par le roi Henri VII. En 1281, Rodolphe Ier de Bade-Bade prélève des taxes sur les Juifs de la ville. En 1300, le comte de Fribourg ratifie les anciens droits de la communauté juive de Fribourg. En 1310, les taxes levées sur les Juifs par les bourgeois de Bâle sont restituées au comte de Bade-Bade qui octroie des privilèges aux Juifs. À cette période, il y a 15 maisons possédées par des Juifs près de la synagogue et dans les rues alentour, chacune partagée par plusieurs familles. En 1326, on compte huit familles juives engagées dans le prêt d'argent et le contrôle du négoce des grains. Pendant la Peste noire, la communauté juive est accusée d'avoir empoisonné les puits. Tous ses membres, à l'exception des femmes enceintes et des enfants, périront sur le bûcher le 30 janvier 1349 après un mois d'emprisonnement. Les biens des Juifs sont confisqués et les enfants sont baptisés.
En 1359, l'empereur Charles IV autorise les comtes à réinstaller des Juifs à Fribourg. En 1373, le médecin Maître Gutleben est autorisé à s'y installer. Quelques Juifs reviennent dans la seconde moitié du XIVe siècle, bénéficiant de lettres de protection, mais les conditions se détériorent avec la "Loi juive" publiée en 1394: Le suzerain autrichien oblige les Juifs à porter un costume spécial, avec un manteau et un chapeau de couleur terne, il leur interdit de sortir de chez eux pendant la Semaine sainte et de regarder les processions religieuses et impose un taux d'intérêt hebdomadaire de 0,83 pour cent. Les Juifs sont expulsés une première fois en 1401, puis définitivement en 1424, mais les Juifs continuent de vivre dans les villages et villes alentour. En 1453, ils ont l'interdiction de faire du commerce dans la ville.
À l'exception d'une courte période pendant la Guerre de Trente Ans (1618-1648), où les fournisseurs juifs des armées sont autorisés à s'installer à Fribourg, il faudra presque quatre siècles et la libéralisation due à l'annexion de la ville par le Pays de Bade en 1805, pour que de nouveau des Juifs s'établissent progressivement à Fribourg. Après leur émancipation en 1862, de nombreux Juifs des villages alentour, s'installent dans la ville. La population juive croît de 333 personnes en 1871, à 1 013 personnes en 1900 et 1 320 en 1910 pour une population totale de 83 324, soit 1,6 pour cent de la population totale de la ville. Leur nombre culmine en 1925 avec 1 399 personnes.
Une nouvelle communauté juive est créée en 1864, et une synagogue est construite dès 1870. La communauté de Fribourg dépend dans un premier temps de la synagogue d'arrondissement de Vieux-Brisach (Breisach am Rhein), avant que le siège du rabbinat de l'arrondissement ne soit transféré en 1885 à Fribourg même. En 1873, la communauté ouvre un cimetière juif et en 1874, un orphelinat juif. Son premier Grand-Rabbin, Adolf Lewin (1843-1910) est le premier historien des Juifs du Pays de Bade. En 1895, se forme une communauté orthodoxe séparée, et au début du XXe siècle, se dessine un renforcement du mouvement traditionaliste par rapport au judaïsme libéral.
Les Juifs sont particulièrement actifs dans la banque, l'industrie et deviennent rapidement une puissance économique et intellectuelle de la ville. Pendant les quelques dizaines d'années de leur présence, les Juifs ont créé et dirigent une dizaine d'usines, dans le domaine alimentaire, les meubles, le carton, la fabrication de cigares et une entreprise pharmaceutique. Ils sont aussi à la tête de plusieurs distilleries. Parmi les entreprises commerciales, ils possèdent entre autres des commerces de vêtements, de quincaillerie, de cuir, de maroquinerie, de fournitures d'article de boucherie, des magasins d'alimentation et de meubles, ainsi que le grand magasin Knopf avec des filiales dans toute l'Allemagne du sud. Avant 1933, on compte une douzaine de médecins juifs, des dentistes, des avocats et des professeurs de faculté.
Les Juifs qui ont été admis à l'Université de Fribourg-en-Brisgau depuis la fin du XVIIIe siècle, et malgré un antisémitisme latent, représentent environ 10 pour cent de la totalité des étudiants, principalement à la faculté de médecine. Chaim Weizmann, le futur président de l'état d'Israël, a obtenu son doctorat en chimie à l'université en 1899. Parmi les personnalités de la communauté juive ayant professé à l'Université de Fribourg-en-Brisgau, on peut citer: le médecin Ernst Bloch, professeur d'otologie; Bernhard von Simson (de), historien, professeur de 1874 à 1905; Heinrich Rosin (de), avocat constitutionnaliste, professeur de 1888 à 1919; l'historien d'art Walter Friedlaender, professeur à l'Université de Fribourg-en-Brisgau de 1914 à 1933; le chimiste hongrois et futur prix Nobel George de Hevesy, professeur de 1926 à 1930; Edmund Husserl, philosophe qui se verra interdit de bibliothèque en 1933 et radié en 1936; Hermann Kantorowicz, juriste, professeur à Fribourg-en-Brisgau de 1923 à 1929, radié du corps des enseignants en 1933; l'économiste Robert Liefmann (de); le juriste, Otto Lenel; Fritz Pringsheim (de), papyrologiste; le biochimiste Siegfried Tannhauser (de); le médecin et biologiste Hans Adolf Krebs, futur prix Nobel.

### La période nazie
En juin 1933, on compte 1 138 Juifs à Fribourg, soit environ 1,5 pour cent de la population.
Dès l'avènement des nazis au pouvoir, de nombreux Juifs quittent la ville. Les 21 professeurs juifs de l'université sont démis de leurs fonctions entre 1933 et 1935. Dans un premier temps, le nombre d'étudiants juifs est réduit de 183 à 54, avant que ceux-ci soient totalement bannis. En novembre 1938, les sociétés et les commerces juifs ont pratiquement tous été aryanisés. La communauté juive se mobilise pour venir en aide aux plus malheureux. Afin d'aider à l'émigration des cours d'anglais et d'hébreu sont offerts. Pendant la période nazie, 657 Juifs de Fribourg réussissent à émigrer, 200 vers les États-Unis; 100 vers la Palestine; 100 vers la France, 70 vers la Suisse et 70 vers l'Angleterre. 30 de ces émigrants seront arrêtés et envoyés à la mort quand les troupes allemandes pénètreront en France.

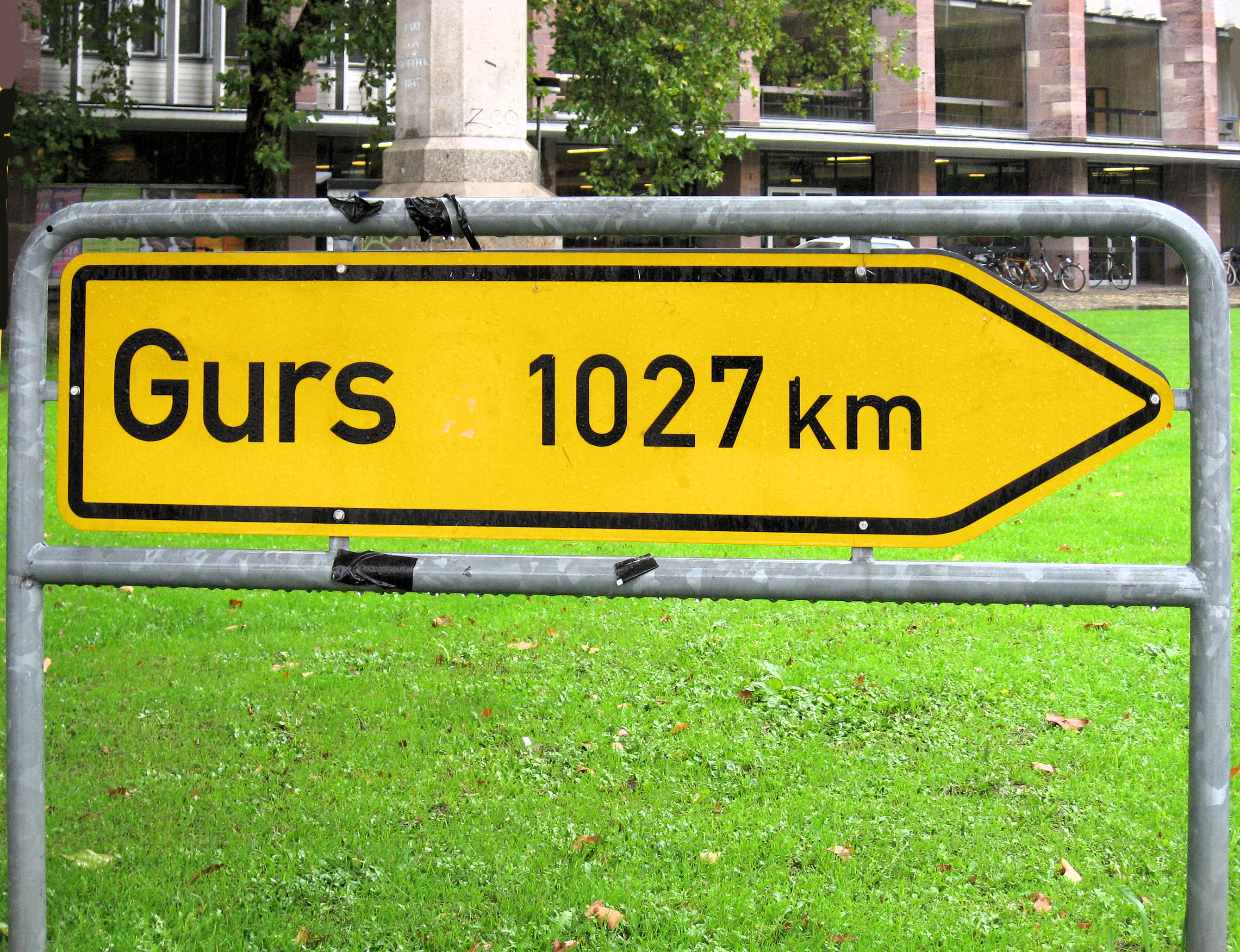
Commémoration de la déportation des Juifs au camp de Gurs

Le 28 octobre 1938, tous les Juifs polonais sont expulsés vers la frontière polonaise. Lors de la nuit de Cristal, la synagogue est détruite et 100 hommes juifs sont arrêtés et envoyés au camp de concentration de Dachau pour une détention prolongée. Deux de ces hommes périront. En mai 1939, il ne reste plus que 474 Juifs à Fribourg. Le 22 octobre 1940, 350 d'entre eux sont envoyés au camp de Gurs en France et 273 d'entre eux périront après leur transfert au camp de concentration de Theresienstadt. Le 23 août 1942, sur les 41 Juifs restant à Fribourg, 20 sont déportés vers le ghetto de Theresienstadt.
Pendant la guerre, Gertrud Luckner, à la tête de l'association catholique Caritas va s'évertuer à sauver des Juifs. En 1966, Yad Vashem la reconnaitra comme Juste parmi les nations.

### Après la Seconde Guerre mondiale
Après la Seconde Guerre mondiale, 15 survivants retournent à Fribourg, rejoints en 1945 par 78 Juifs déplacés. En 1950, la communauté compte 58 membres, 111 en 1960, 225 en 1968 et 381 en 1977, 214 en 1983 et 700 en 2005. Cette forte progression est due à l'arrivée de nouveaux émigrants en provenance de l'ancienne Union Soviétique. Une nouvelle synagogue est inaugurée en 1953.

## Histoire de la synagogue

### Au Moyen Âge
La communauté juive médiévale possédait probablement déjà une synagogue dans les années 1300, mais on ne dispose actuellement d'aucune preuve tangible. Ce n'est qu'en 1349, lors des persécutions pendant la Peste noire, qu'est mentionnée pour la première fois l'existence d'une synagogue dans la Wasserstrasse. Les membres de la communauté vivent dans cette même rue ou dans la Weberstrasse voisine. On a ainsi la preuve de l'existence de dix maisons juives dans ce quartier. Mais après le massacre du 30 janvier 1349, la communauté juive est entièrement annihilée.
À partir de 1360, on retrouve des Juifs habitant dans les anciennes maisons de la Wasserstrasse. En 1385, une synagogue est mentionnée dans l'angle sud-ouest de l'intersection de la Wasserstrasse avec la Raustrasse; 60 habitants Juifs sont dénombrés alors à Fribourg, dont un maître d'école juive. Au début du XVIIIe siècle (1708), la voie située entre la Bertholdstrasse et la Franziskanerplatz (actuellement l'Universitätsstrasse ou rue de l'Université) est dénommée la "Judengasse" (ruelle des Juifs). On ignore dans quelle proportion les Juifs vivaient déjà là au Moyen Âge.

### XIXeet XXesiècle

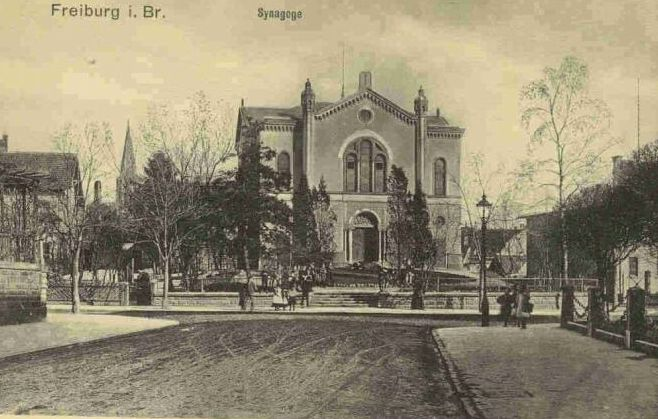
Carte postale : la synagogue au début du XXe siècle.

En février 1863, les Juifs de Fribourg fondent l'Association religieuse juive, présidée par Heinrich Zivi-Lang qui va louer un local de prière et embaucher un hazzan (chantre), qui exercera en même temps les fonctions de shohet (abatteur rituel) et de professeur d'études religieuses. En 1864, ce premier oratoire est mentionné pour la première fois dans l'annuaire de Fribourg et en septembre 1864, le journal Allgemeine Zeitung des Judentums (Journal général du judaïsme) mentionne pour la première fois l'existence d'une synagogue à Fribourg, dans laquelle les 35 familles de la ville "célèbrent les offices de chabbat et des fêtes avec accompagnement d'orgue". Cet oratoire est situé dans l'ancienne maison 838 de la Münsterplatz (place de la cathédrale), qui appartenait auparavant au marchand Ludwig Stutz et que l'on peut situer à l'arrière de l'immeuble actuel du 27 Schusterstrasse.
Simultanément à l'installation de cet oratoire, il est créé un fonds pour la construction d'une synagogue, dans lequel sont versés les recettes de la communauté ainsi que les dons. Quelques années plus tard, la communauté décide d'acheter un terrain situé dans la Werderstrasse au niveau de la Werthmannplatz (aujourd'hui Europaplatz (place de l'Europe). Mais la communauté juive se heurte à des difficultés imposées par la municipalité de Fribourg. Celle-ci veut en effet mettre à la charge de la communauté les travaux de voirie projetés du Werderring et de la démolition des remparts de la ville devenus nécessaires. La communauté doit prendre en charge la réalisation des remblais, pentes et escaliers et acheter à un prix fixé par la municipalité les terrains libérés pour la réalisation des nouvelles voies. Compte tenu des finances très serrées de la communauté, celle-ci ne peut pas acquérir les terrains déclassés et est obligée de demander à la municipalité de lui offrir gratuitement ces terrains.
Avec le soutien financier de la communauté juive de Mannheim, la somme de 25 000 florins est recueillie et les travaux de la synagogue peuvent débuter en automne 1869. L'architecte Georg Jakob Schneider, professeur principal à l'école des arts et métiers et qui avait déjà construit, en 1859-1960, le manoir Colombischlössle de Fribourg, est retenu pour la conception et le suivi des travaux. L'inauguration solennelle de la synagogue a lieu le 23 septembre 1870. Pour les festivités, la communauté juive a invité entre autres la totalité du conseil municipal.
Le Freiburger Zeitung écrit deux jours plus tard:
« L'inauguration officielle de la nouvelle synagogue située à l'emplacement des remparts, s'est déroulée hier. Ce magnifique bâtiment, construit audacieusement en style mauresque byzantin par la petite communauté juive, est un exemple vivant montrant en petit, la puissance de Dieu. En raison des difficultés, la construction a été retardée à plusieurs reprises, mais le temple n'en a pas souffert : L'architecte, professeur Schneider et le peintre, Fritz, ont travaillé pour un présent reconnaissable et une postérité reconnaissante. L'éclat des couleurs des murs et du plafond est adouci par les réflexions sur les fenêtres peintes en couleur sombre et cette combinaison donne un bel ensemble très agréable aussi bien pour les yeux que pour les sens.
Le sermon du rabbin Reiss a été jugé très méritoire et le beau chant puissant du chantre, le ténor Sommer, remplit l'espace très acoustique du petit lieu de culte. La remarquable exécution du "Concordia" par les deux chorales fut largement applaudie. Puis les membres de la communauté et un certain nombre d'invités de marque, parmi lesquels, les autorités de l'État et de la municipalité, les membres du clergé protestant, etc., ont suivi avec dévotion et respect un office exaltant. La direction de la communauté, qui a consacré une grande partie de ses efforts dans des circonstances difficiles à la construction de ce temple, se voit ainsi récompenser de son travail acharné!. La commission de la culture de la municipalité a accordé à la communauté juive un prêt de 20 000 florins, qui devra être remboursé dans les 20 ans. »
En raison du nombre croissant de résidents juifs, la synagogue devient rapidement trop petite. Le déclenchement de la Première Guerre mondiale interrompt un agrandissement prévu dès 1912. Ce n'est qu'en 1925-1926 que le bâtiment peut être agrandi en ajoutant sur une des façades une extension avec au centre une large porte à arc plein cintre et au second étage, huit fenêtres à arc plein cintre sous une frise de style néo-roman. Grâce à l'aide financière généreuse de la Caisse d'épargne municipale, le bâtiment de la synagogue situé à côté du nouveau théâtre municipal et du collège, peuvent être aussi restaurés extérieurement.
Lors de la nuit de Cristal, la synagogue de la rue Werderstrasse est détruite et rasée. Tôt le 10 novembre 1938, vers 3 heures du matin, la synagogue est incendiée par le colonel des SS et le commandant de brigade des SA de Fribourg ainsi que par le médecin de la police, probablement aidés par plusieurs autres responsables des SA et des SS. Les pompiers arrivés sur place ne combattent pas l'incendie, mais arrosent les soubassements pour éviter la propagation du feu. Ce n'est que quand la synagogue aura totalement brulé que les pompiers arroseront les ruines fumantes. Le 10 novembre au matin, les SS et les SA font sauter les ruines de l'incendie.

### L'oratoire de la communauté orthodoxe
Dans de nombreuses grandes villes, on trouvait avant la Seconde Guerre mondiale, à côté de la communauté libérale, une communauté orthodoxe. À Fribourg, les orthodoxes restent toujours membres de la communauté, mais possèdent leur propre oratoire, situé dans une salle du bâtiment communautaire, à côté de la synagogue. Cet oratoire n'a pas été détruit en 1938, si bien que des offices ont pu y être célébrés jusqu'à la déportation des Juifs de Bade en octobre 1940.

### Après la Seconde Guerre mondiale

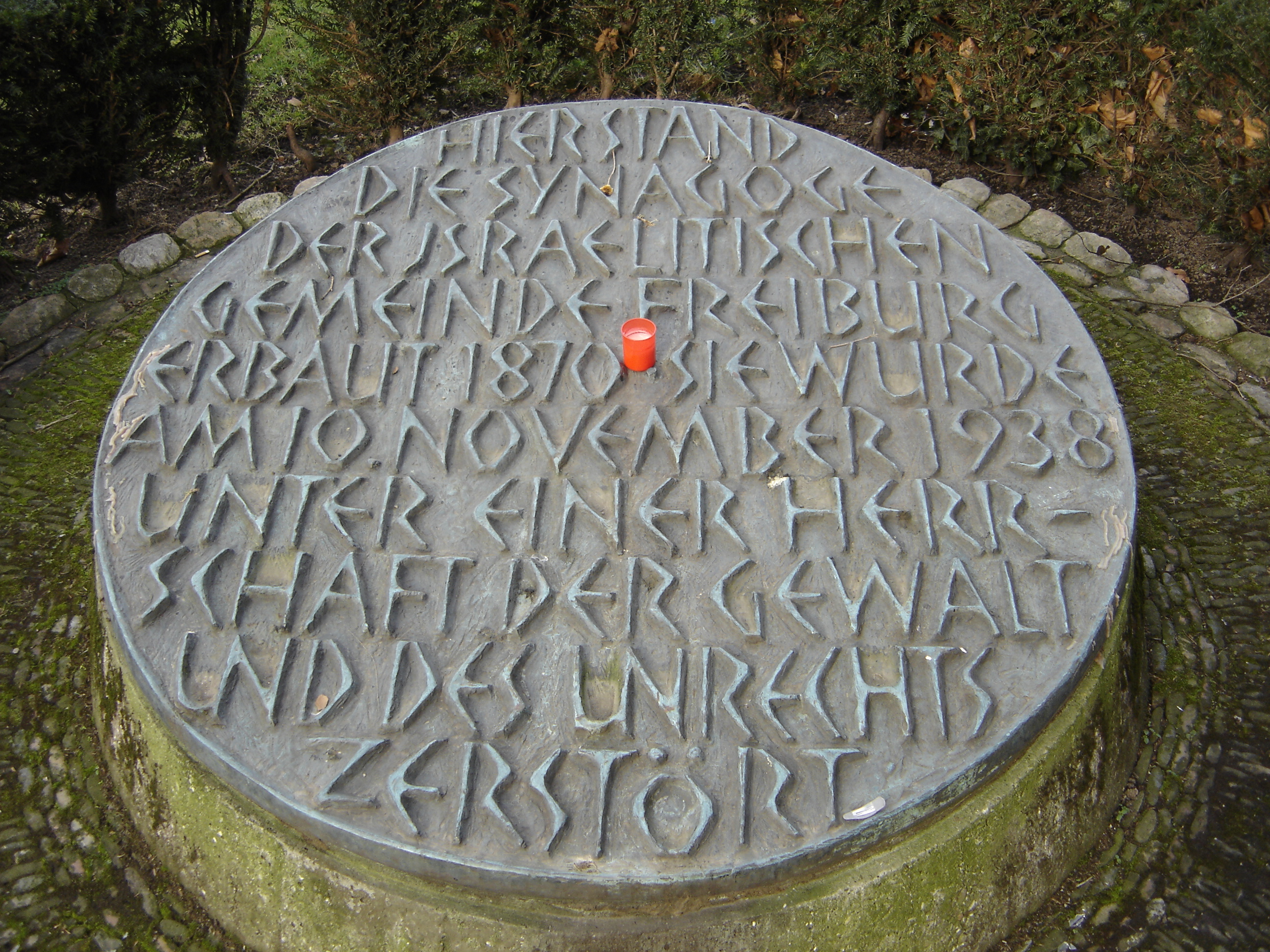
Plaque commémorative à l'emplacement de l'ancienne synagogue

Dès 1938, le terrain de la synagogue détruite est acquis par l'université pour y construire plusieurs bâtiments.
En 1962, une plaque commémorative circulaire de la dimension d'un trou d'homme est déposée à l'emplacement de l'ancienne synagogue. Sur cette plaque est inscrit en relief :
« Ici se trouvait la synagogue de la communauté israélite de Fribourg, construite en 1870. Elle a été détruite le 10 novembre 1938 par un régime de violence et d'injustice »
Mais ce monument est resté caché de la vue des passants par un massif d'arbustes, si bien que pendant longtemps, même le personnel de l'université voisine en a ignoré l'existence. Ce n'est qu'en 1985, que le terrain alentour a été dégagé et que le monument a été mis en valeur.